# Fados
Fados es una película documental de Carlos Saura estrenada en el año 2007 y producida por José Velasco de Zebra Producciones. Dentro de su trilogía sobre la canción urbana moderna que inició con Flamenco (1995) y Tango (1998).

## Argumento
El fado nació en Lisboa hace más de ciento cincuenta años como un lamento de los habitantes de los arrabales para contar historias de nostalgia y dolor. Poco a poco fue llegando a los ambientes cortesanos y con el paso de los años se ha convertido en el mejor embajador que Portugal tiene a lo largo del mundo. A través de las raíces del fado y con la colaboración de sus intérpretes más destacados, descubrimos una cultura, una ciudad y un país que está mucho más cerca de España de lo que parece.

## Comentario
Saura retoma el estilo de la propia Flamenco o de Sevillanas, es decir, un género cercano al documental sin argumento ni protagonistas que con una gran belleza visual representa un musical en estado puro. Carlos Saura es un reconocido amante de la música y de la danza, pero también de Portugal, una tierra que queda muy bien retratada en el documental. Para dar una visión global del fenómeno, el realizador ha contado con el gran representante del fado Carlos do Carmo, que además es el asesor musical del filme. También aparecen otros artistas como Mariza, Camané, Lila Downs, Caetano Veloso o Miguel Poveda, artistas que vienen de países muy diferentes seducidos por el género musical del fado.

## Premios y nominaciones
Medallas del Círculo de Escritores Cinematográficos de 2007
| Categoría        | Receptor(es)                          | Resultado |
| ---------------- | ------------------------------------- | --------- |
| Mejor documental | Mejor documental                      | Ganadora  |
| Mejor fotografía | José Luis López Linares Eduardo Serra | Nominados |

XXII edición de los Premios Goya
| Categoría              | Obra              | Receptor(es)                             | Resultado |
| ---------------------- | ----------------- | ---------------------------------------- | --------- |
| Mejor documental       | Mejor documental  | Mejor documental                         | Nominada  |
| Mejor canción original | «Fado da saudade» | Fernando Pinto do Amaral Carlos do Carmo | Ganadores |